# 히치봇

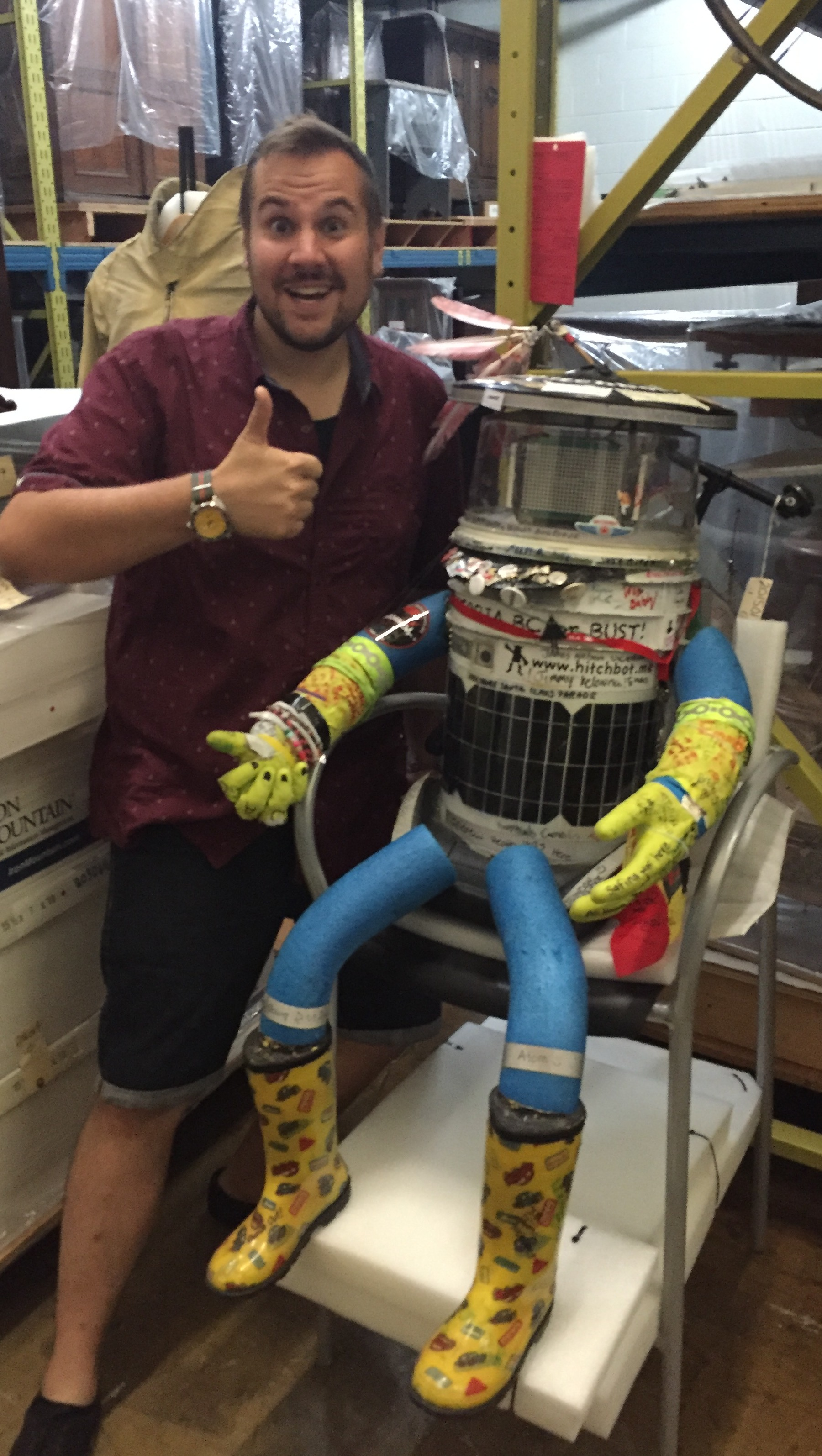
소장품으로 보존된 원본 히치봇

히치봇(hitchBOT)은 2013년 맥마스터 대학교의 데이비드 해리스 스미스 교수와 토론토 메트로폴리탄 대학교의 프라우케 젤러 교수가 제작한 캐나다의 히치하이킹 로봇이다. 이 로봇은 캐나다, 독일, 네덜란드를 성공적으로 히치하이킹하여 국제적인 주목을 받았으나, 2015년 미국 횡단을 시도하던 중 필라델피아에서 해체되고 머리가 절단되는 사건이 발생했다.

## 설명
캐나다를 세 차례 히치하이킹했던 경험이 있는 스미스와 젤러는 "사람들이 기술과 어떻게 상호작용하는지 알아보고 '로봇이 인간을 신뢰할 수 있는가?'라는 질문을 던지기 위해 이 로봇을 설계했다." 이 로봇은 걷지 못했으며, 자신을 태워준 사람들에게 "부탁"하여 "히치하이킹" 여정을 완수했다. 로봇은 기본적인 대화를 나누고, 사실에 대해 토론하며, 자신을 태워준 운전자의 차량에서 로봇 동반자로서의 기능을 수행할 수 있었다. 사회 실험의 일환으로 트위터, 페이스북, 인스타그램과 같은 소셜 미디어 계정도 갖추고 있었다.
로봇의 몸체는 주로 플라스틱 양동이로 구성된 원통형이었으며, 몸통에 유연한 "팔" 두 개와 "다리" 두 개가 부착되어 있었다. 몸체의 상단부는 투명하여 눈과 입을 표시하는 화면이 들어 있어 외관상 대략적으로 인간형태를 띠고 있었다. 크기가 작고 연구팀이 "야드 세일 시크"라고 표현한 외양을 가지고 있어 신뢰와 공감을 불러일으키도록 설계되었으며, 어린이용 카시트 받침대가 있어 쉽고 안전하게 운반할 수 있었다. 전원은 태양 에너지나 자동차 시거 라이터를 통해 공급받았다. GPS 장치와 3G 연결 기능이 있어 연구원들이 위치를 추적할 수 있었다. 또한 카메라가 장착되어 있어 주기적으로 사진을 찍어 여정을 기록했다.

## 여행
이 로봇의 "히치하이킹"은 여러 국가의 언론에 보도되었다. 2014년 7월 27일부터 8월 21일까지 노바스코샤주 핼리팩스의 NSCAD 대학교 응용창의성 연구소에서 출발하여 브리티시컬럼비아주 빅토리아까지 캐나다를 횡단했다. 한 퍼스트 네이션 파우와우에서 "철의 여인"이라는 뜻의 이름을 받기도 했다. 로봇은 너무나 인기가 많아서 때로는 GPS를 비활성화해야 할 정도였는데, 이는 로봇을 집에 데려간 사람들이 군중들에게 방해받지 않도록 하기 위해서였다.
두 번째 히치봇 기계가 제작되었고, 2015년 2월에는 10일 동안 독일을 히치하이킹했다. 2015년 6월에는 3주 동안 네덜란드를 여행했다.
히치봇은 그 후 2015년 7월 17일 보스턴에서 샌프란시스코까지 미국을 횡단하려 시도했다. 2주 후인 2015년 8월 1일, 로봇이 필라델피아에서 "복구 불가능할 정도로" 해체되고 머리가 절단된 사진이 트위터에 올라왔다. 로봇은 웹사이트를 통해 그 진행 상황을 지켜보던 사람들에 의해 발견되었다. 머리는 결국 찾지 못했다. 히치봇의 공동 제작자인 프라우케 젤러는 "모든 데이터를 보면 태블릿과 배터리, 그리고 모든 것이 동시에 꺼졌기 때문에 로봇을 훼손했을 때 일어난 일임이 틀림없다"고 말했다.

## 유산
히치봇의 이야기는 자율 기술, 로봇 대우의 윤리, 그리고 생명체와 유사한 장치의 의인화 문제를 부각시켰다. 첫 번째 히치봇은 캐나다 과학기술 박물관의 영구 전시물이 되었다.
스미스와 젤러는 2019년에 히치봇 2.0을 다시 만들었다. 이 로봇은 프랑스 파리로 보내져 여행을 하면서 린다 블랑셰가 쓴 《로봇 죽이기》라는 연극에 출연했다. 그러나 이 투어는 코로나19로 인해 무기한 연기되었다.

## 유사한 로봇들
젤러는 또한 쿨투르BOT(kulturBOT)이라는 미술 비평가 로봇을 만들었다. 2000년대 후반에는 트윈봇(TweenBOT)이라는 유사한 히치하이킹 로봇이 여행했다. 이 로봇의 목적 역시 인간과의 상호작용을 연구하는 것이었다.